# جان بايارد
جان بايارد (بالفرنسية: Jean Bayard)‏ هو لاعب اتحاد الرغبي فرنسي، ولد في 23 أكتوبر 1897 في تولوز في فرنسا، وتوفي بنفس المكان في 11 مارس 1995.

## وصلات خارجية
- جان بايارد عل موقع إسبنسكروم (الإنجليزية)
- جان بايارد على موقع أوليمبيديا (الإنجليزية)